# Singles Going Steady
《Singles Going Steady》는 1979년 9월 25일 미국의 I.R.S 레코드에서 처음 발매된 영국의 펑크 록 밴드 버즈콕스의 컴필레이션 음반이다.

## 배경
《Singles Going Steady》는 북미에서 발매된 첫 번째 버즈콕스 음반으로, 미국 투어와 동시에 미국 대중을 위한 밴드의 소개로 의도되었다. 이 음반의 원래 발매 중 1면은 1977년부터 1979년 《Singles Going Steady》가 발매될 때까지 유나이티드 아티스츠 레코드에서 8개의 영국 싱글 발매를 시간순으로 수록했고, 2면은 해당 B-사이드, 즉 연대순으로 수록했다.
이후 2년 동안 영국에서 수입에 대한 판매와 1981년 초 그룹의 해체 이후, 이 음반은 1981년 11월 16일 유나이티드 아티스츠 레코드를 통해 뒤늦게 밴드의 고국에서 '최고의 히트' 음반으로 발매되었다. 그러나 미국에서와 마찬가지로 이 음반은 차트에 오르지 못했다.
이 음반은 2001년 《Singles Going Steady》와 그룹 해체 사이에 발매된 버즈콕스의 4개의 싱글 중 A사이드와 B사이드로 구성된 8개의 트랙과 함께 콤팩트 디스크로 확장된 형태로 재발매되었다.

## 반응
1979년 수입된 음반에 대해 《NME》는 버즈콕스를 "새로운 팝 시대를 위한 영감의 중요한 부분이고, 버즈콕스가 만든 음반 중에 최고고, 듣고 울었다"이라고 평가했다. 2년 후 이 음반의 공식 발매와 동시에 《NME》에 의한 두 번째 리뷰는 이에 못지 않게 열정적이었고, "이것은 8개의 싱글과 그들의 B-사이드를 컴필레이션에 포함시켜 그들의 다른 음반의 불일치를 용서하고 막대한 부채를 명확히 하는 데 도움이 된다. 포스트 버즈콕스 팝은 버즈콕스의 주요 작곡가이자 가수인 피트 셸리를 언급하는 이 허약한 개업의 덕택이다. 가장 전통적인 비트 그룹 포메이션을 사용하고 가장 기본적인 고려사항에 관심을 돌린 셸리와 버즈콕스는 말 그대로 상처를 주는 강렬한 진실성의 팝을 만들었다.
《멜로디 메이커》는 "그것을 '놀랍다'고 묘사하는 것은 그 소년들에게 엄청난 부당한 짓을 하는 것입니다. 어떻게든 그들은 빠르고, 재미있고, 기억에 남는 노래를 위한 단순하고, 조잡하지만, 매우 효과적인 매체를 고안해냈습니다." 2001년 재발행 당시, 《Q》는 "커트 코베인이 너바나의 마지막 투어에서 이 나이든 영국 펑크 로커들을 지원자로 선정했을 때, 버즈콕스는 펑크 시대의 가장 위대한 싱글 그룹 중 하나로 오랫동안 인정받았습니다. 8개의 보너스 트랙으로 새롭게 보충된 이 싱글 컬렉션은 활력을 전혀 잃지 않았습니다."
2019년을 돌아보면, 《피치포크》의 제이슨 헬러는 이 곡을 "사랑의 고통과 기쁨에 대한 작곡의 본보기"라고 칭하며 "러브송이나 펑크록 영역에서 가장 사랑스럽고 친밀하며 흠잡을 데 없이 조작된 이어웜들 중 하나"라고 썼다. 헬러는 "불필요한 그리움, 단절된 유대감, 노크 무릎 부끄럼, 행복감에 대한 경솔한 선언, 셸리는 이 모든 것을 비틀즈와 킹크스와 동등한 선율과 기만적으로 복잡한 화음 진행으로 전달한다"며 펑크 음악을 통해 감정을 다루려는 음반의 의지를 높이 평가했다.

### 찬사
2003년, 《Singles Going Steady》는 《롤링 스톤》이 선정한 역사상 가장 위대한 음반 500장 중 358위에 올랐다. 이후 2012년 (360위)과 2020년 (250위)에 발표된 목록의 업데이트에 포함되었다.
2004년, 《피치포크》는 1970년대 최고의 16번째 음반으로 《Singles Going Steady》를 선정했다.

## 곡 목록
Side one
| #  | 제목                                                    | 작사·작곡                | 재생 시간 |
| -- | ------------------------------------------------------- | ------------------------ | --------- |
| 1. | 〈Orgasm Addict〉                                       | 하워드 데보토, 피터 셸리 | 2:00      |
| 2. | 〈What Do I Get?〉                                      | 셸리                     | 2:52      |
| 3. | 〈I Don't Mind〉                                        | 셸리                     | 2:16      |
| 4. | 〈Love You More〉                                       | 셸리                     | 1:47      |
| 5. | 〈Ever Fallen in Love (With Someone You Shouldn't've)〉 | 셸리                     | 2:39      |
| 6. | 〈Promises〉                                            | 스티브 디글, 셸리        | 2:34      |
| 7. | 〈Everybody's Happy Nowadays〉                          | 셸리                     | 3:09      |
| 8. | 〈Harmony in My Head〉                                  | 디글                     | 3:06      |

| #   | 제목                          | 작사·작곡 | 재생 시간 |
| --- | ----------------------------- | --------- | --------- |
| 9.  | 〈You Say You Don't Love Me〉 | 셸리      | 2:54      |
| 10. | 〈Are Everything〉            | 셸리      | 3:59      |
| 11. | 〈Strange Thing〉             | 셸리      | 4:10      |
| 12. | 〈Running Free〉              | 디글      | 3:14      |

Side two
| #  | 제목                             | 작사·작곡                        | 재생 시간 |
| -- | -------------------------------- | -------------------------------- | --------- |
| 1. | 〈What Ever Happened To?〉       | 앨런 다이얼, 셸리                | 2:12      |
| 2. | 〈Oh Shit!〉                     | 셸리                             | 1:34      |
| 3. | 〈Autonomy〉                     | 디글                             | 3:41      |
| 4. | 〈Noise Annoys〉                 | 셸리                             | 2:49      |
| 5. | 〈Just Lust〉                    | 다이얼, 셸리                     | 2:58      |
| 6. | 〈Lipstick〉                     | 디글, 셸리                       | 2:36      |
| 7. | 〈Why Can't I Touch It?〉        | 디글, 스티브 가비, 존 마허, 셸리 | 3:09      |
| 8. | 〈Something's Gone Wrong Again〉 | 셸리                             | 4:29      |

| #   | 제목                                       | 작사·작곡 | 재생 시간 |
| --- | ------------------------------------------ | --------- | --------- |
| 9.  | 〈Raison D'etre〉                          | 셸리      | 3:34      |
| 10. | 〈Why She's the Girl from the Chainstore〉 | 디글      | 2:26      |
| 11. | 〈Airwaves Dream〉                         | 디글      | 3:54      |
| 12. | 〈What Do You Know〉                       | 셸리      | 3:15      |